# Synode des évêques sur la mission de la famille dans l'Église et dans le monde

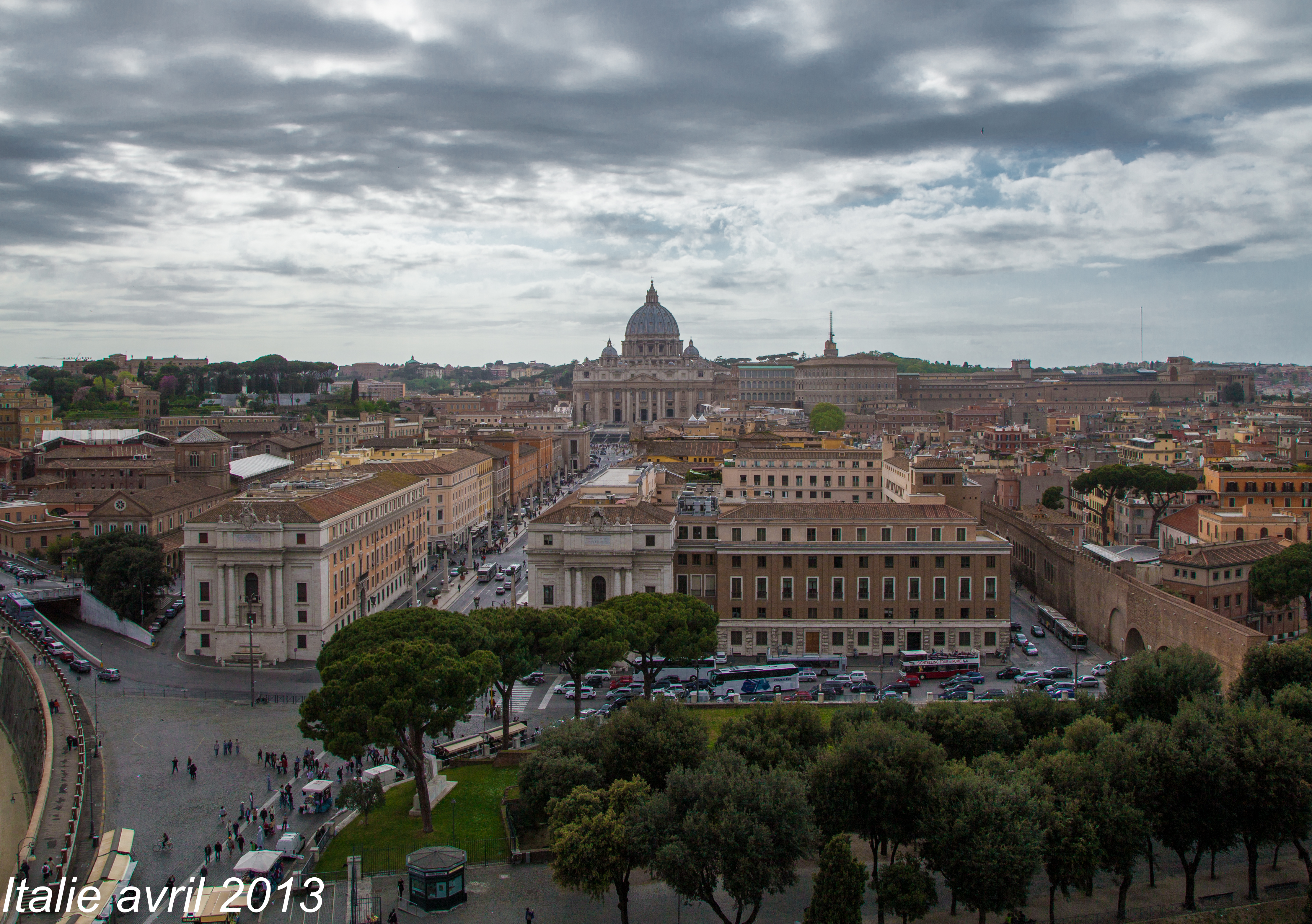
Le Vatican, où s'est tenu le synode.

Le Synode des évêques sur la mission de la famille dans l'Église et dans le monde, aussi informellement désigné comme le second synode sur la famille, est la XIVe assemblée générale ordinaire du Synode des évêques, qui se déroule au Vatican du 4 au 25 octobre 2015. Il a pour thème « la vocation et la mission de la famille dans l'Église et dans le monde contemporain » et a pour mission d'approfondir la réflexion sur les points discutés au cours du Synode des évêques sur les défis pastoraux de la famille dans le contexte de l'évangélisation qui s'est tenu du 5 au 19 octobre 2014. 
Le 18 octobre, au quatorzième jour du synode, quatre saints dont Louis et Zélie Martin sont canonisés par le pape] François.
Il est suivi par la publication de l'exhortation apostolique post-synodale Amoris lætitia, publiée le 8 avril 2016.